# 今別府直之
今別府 直之（いまべっぷ なおゆき、1972年5月1日 - ）は、日本のお笑い芸人、喜劇俳優である。
兵庫県尼崎市出身。吉本興業所属。NSC23期生。吉本新喜劇に出演中。特徴は171cm、101kgの巨体。

## 経歴
大学受験に失敗し、その後さまざまな職業を経て引きこもった生活をしていた。その後一念発起をして、NSC23期生として吉本に入り、2001年11月新喜劇に入団。
NSC入学時に年齢を3歳偽っていたが、新喜劇入団が決まり、本当は28歳であることを新喜劇担当の社員に告白し謝罪した。本人によると、特に反省はしていなかったが一応頭を丸めて行ったとのこと。
主にぢゃいこ、山本奈臣実と組んでNGKやうめだ花月に出演。端役が多いが、空気の読めないキャラクター（というよりも素）付けがされている。また肥満女性好きという設定が多く、共演者に驚かれる。そして小籔千豊にそれをいじられたり小籔の妻（恋人）役として、徐々に出番は多くなっている（詳しくはぢゃいこ、山本、小籔千豊の項を参照）。最近は着物を着て女装をした役で出演もしている。
近年、共演者から乳首を触られると「ピッ！」と反応し、4回(まれに3回パターンもある)乳首を触られると「ピッピピッピッ、ピッピピッピッ、ピッピピッピッ、テッ！」と踊り出すネタを披露し、劇中でも存在感を示すようになってきている。
2006年、うめだ花月部門の抱かれたくない芸人第5位に選ばれてしまった。パラ軍団のメンバーでもある。織田裕二のモノマネが得意、ギャグで乳首を触りながらピュッというギャグがある。他にも水野晴郎、北大路魯山人、矢野・兵動の兵動、（顔が似ていると言うだけで）猪瀬直樹、枝野幸男の物真似を披露している。パラ軍団中では仕事が多い。デブの女役もする。
2009年12月2日のあらびき団(TBS系）では「ザ・マンモス」というコンビ名で変装して登場するも、司会のライト東野にすぐさま正体をバラされた。
2012年3月、初の単独ライブをNGKで開催。

## 人物
本人のTwitterによると、漫画好きでピーク時は300冊ほど所持していた。
また、川畑泰史によれば、2009年現在、とてもモテない若手座員であり、嘘ばかりつく上に未だに親から小遣いをもらっている点を原因として挙げている。
今まで一度も彼女が出来たことがないらしいが、週に2・3回会わなきゃいけないことを考えると彼女はいなくてもよいと考えている。
自分の服は母が買うことが当たり前になっている。
惚れっぽい性格で共演者の女性座員に好意を寄せている事が見られており、鮫島幸恵に惚れていると告白した、かつては服部ひで子や宇都宮まきに惚れていた時期があった。
自分の部屋にトイレ代わりにポットを置いていてポットの中にオシッコを入れている。
八方・今田の楽屋ニュースのコーナー世界一どうでもいい楽屋ニュースに高頻度でネタを提供するが全て「私、今別府は」の文面から始まる自己紹介のようなネタのみを投稿する。
バンジージャンプが非常に苦手でありバンジーの仕事をふられると激しく拒絶する。
島田一の介ややなぎ浩二などと行動することが多い。
元座員のいちじまだいき（現：旭堂南喜）とは親友の仲である。
両親は鹿児島県の出身である。

## ギャグ・ツッコミ
- 乳首を触られると「ピ！」と言い、4回目の「ピ！」が発動すれば「ピッピリッピピッピリッピリピッピリッピリ、ドン！」[要出典]と踊り出す。触る人が烏川耕一の場合は今別府を踊らせないことが多い。最近では踊った後に観客に拍手を求めて手で煽ることもある。辻本茂雄の場合は「『ドン！』以外で面白い決め方があるか？」と問われ辻本が乳首を4回触ると「ドン！」の部分のみを変えて踊る。また途中3回しか触っていないのに踊りだした際は辻本から「3回やったぞ！」とツッコまれる。内場勝則の場合は極端にスローなスピードで内場が乳首を触ることが多い。この乳首ギャグを考案したのはすっちー[5]。
  - このギャグを2016年よしもと新喜劇の4時間SPで島田一の介、吉田裕、松浦真也の3つのギャグと合わせて知名度調査を松山市で行うが「ドン！」の部分を「ストップ」、「ペ」、「と」などと間違われた。
  - このギャグを舞台袖から見ていた桑原和男が、「えらい新喜劇になってしもた…」とつぶやいた[6]。
  - 近年では踊った後に拍手が起こってもスルーするか「無理してやらなくていいですよ！」と観客の方にツッコむ(乳首を触った人から『誰に喋ってんねん！』とツッコまれる)。
- デブの女性役で登場した際、共演者に「バケモン出てきたで」と言われ、観客席に向かって「なんでやねーん!!」や「やだもう!!」と叫ぶ。そして共演者に「何を振り撒いたんですか？」と言われる。
- 女性役で登場した時の名前は「今別府直子」または「べぷ子」という名前が多い。

## 出演

### バラエティ番組
- よしもと新喜劇（毎日放送）
- 新喜劇ボンバー!!（毎日放送）（2006年4月 - 2006年10月）
- ごきげん!ブランニュ（朝日放送）※パラ軍団として
- しゅんげー!ベスト10（朝日放送）※ランキングは50組中最下位だった。
- ジャイケルマクソン（毎日放送）※吉本国勢調査に出演。必ずオープニングで陣内智則にいじられるのが定番となっていた。
- プリ♥プリ（毎日放送）※オープニングダンス。
- ちちんぷいぷい（毎日放送）※PuiPui HOME TOWNS「この街に生まれて／いつまでも変わらない」の「この街宣伝隊」として。
- よしもとミッドナイトコメディ 3年2組ポンコツの唄（読売テレビ） - 月1放送。
- HITOSHI MATSUMOTO presents ドキュメンタル（2019年、Amazonプライム・ビデオ）- シーズン7出演
- よしもと新喜劇NEXT〜小籔千豊には怒られたくない〜（毎日放送）

### テレビドラマ
- マネーの天使〜あなたのお金、取り戻します!〜 第9話（2016年3月3日、読売テレビ） - 木下 役

### CM
- 江崎グリコ ポッキーチョコレート 「Hello New Friend! 大阪」篇（2007年4月24日 - 、新垣結衣と共演）
- 551蓬萊「吉本新喜劇編」（2012年）

### 舞台
- 吉本新喜劇×NMB48『ぐれいてすと な 笑まん』（2022年5月14日 - 22日、COOL JAPAN PARK OSAKA WWホール / 26日 - 29日、明治座）[7]